# Soziologie
Soziologie (von lateinisch socius ‚Gefährte‘ und -logie) ist eine Wissenschaft, die sich mit der empirischen und theoretischen Erforschung des sozialen Verhaltens befasst, also die Voraussetzungen, Abläufe und Folgen des Zusammenlebens von Menschen untersucht. Als systematisch-kritische Wissenschaft des Sozialen ging die Soziologie aus dem Zeitalter der Aufklärung hervor und nimmt als Sozialwissenschaft eine Mittelstellung zwischen Natur- und Geisteswissenschaften ein. Ihren Namen erhielt sie von Auguste Comte, bevor sie sich in der zweiten Hälfte des 19. Jahrhunderts als eigenständige universitäre Disziplin durchsetzte. Ferdinand Tönnies, Georg Simmel und Max Weber gelten als Begründer der deutschsprachigen Soziologie.

## Gegenstand und Definition
Die Soziologie bildet den aus den Geisteswissenschaften entstandenen Kern der Sozialwissenschaften. Während andere sozialwissenschaftliche Disziplinen wie die Politikwissenschaft oder die Wirtschaftswissenschaften bestimmte Bereiche des Sozialen unter spezifischen Aspekten (Politik: Interessen sozialer Akteure; Wirtschaft: Knappheit) untersuchen, erforscht die Soziologie alle Aspekte des sozialen Zusammenlebens der Menschen in Gemeinschaften und Gesellschaften. Sie fragt nach Sinn und Strukturen des sozialen Handelns (Handlungstheorie) sowie nach den die Handlungen regulierenden Werten und Normen. Ihre Untersuchungsobjekte sind die Gesellschaft als Ganzes ebenso wie ihre Teilbereiche: Soziale Interaktionen, soziale Systeme, Institutionen, Organisationen und Gruppen. Überdies befasst sich die Soziologie mit der gesellschaftlichen Integration und Desintegration, mit sozialer Ungleichheit, sozialen Konflikten und sozialem Wandel.
Weitere Themen, mit denen sich die Soziologie beschäftigt, sind Sozialstrukturen, Arbeit, Geschlechter, soziale Netzwerke, Gruppen, Kommunikationsmittel (Massenmedien), Migration, Alltag, Technik und Lebenswelt. Für viele dieser Themen haben sich spezielle Soziologien etabliert (siehe unten), andere – wie etwa die allgemeine Frage nach den Wechselwirkungen von Handeln und Struktur – sind Thema der allgemeinen Soziologie. Fragestellungen der Soziologie überschneiden sich häufig mit solchen der Sozialpsychologie und anderer Sozial- und Geisteswissenschaften, teilweise auch mit denen von Naturwissenschaften wie zum Beispiel der Neurobiologie.
Eine facheinheitliche Definition von Soziologie existiert nicht. Eine verbreitete Definition stammt von Max Weber, fokussiert auf das „soziale Handeln“.

„Soziologie soll heißen: eine Wissenschaft, welche soziales Handeln deutend verstehen und dadurch in seinem Ablauf und seinen Wirkungen ursächlich erklären will. ‚Handeln‘ soll dabei ein menschliches Verhalten […] heißen, wenn und insofern als der oder die Handelnden mit ihm einen subjektiven Sinn verbinden. ‚Soziales‘ Handeln aber soll ein solches Handeln heißen, welches seinem von dem oder den Handelnden gemeinten Sinn nach auf das Verhalten anderer bezogen wird und daran in seinem Ablauf orientiert ist.“

## Geschichte

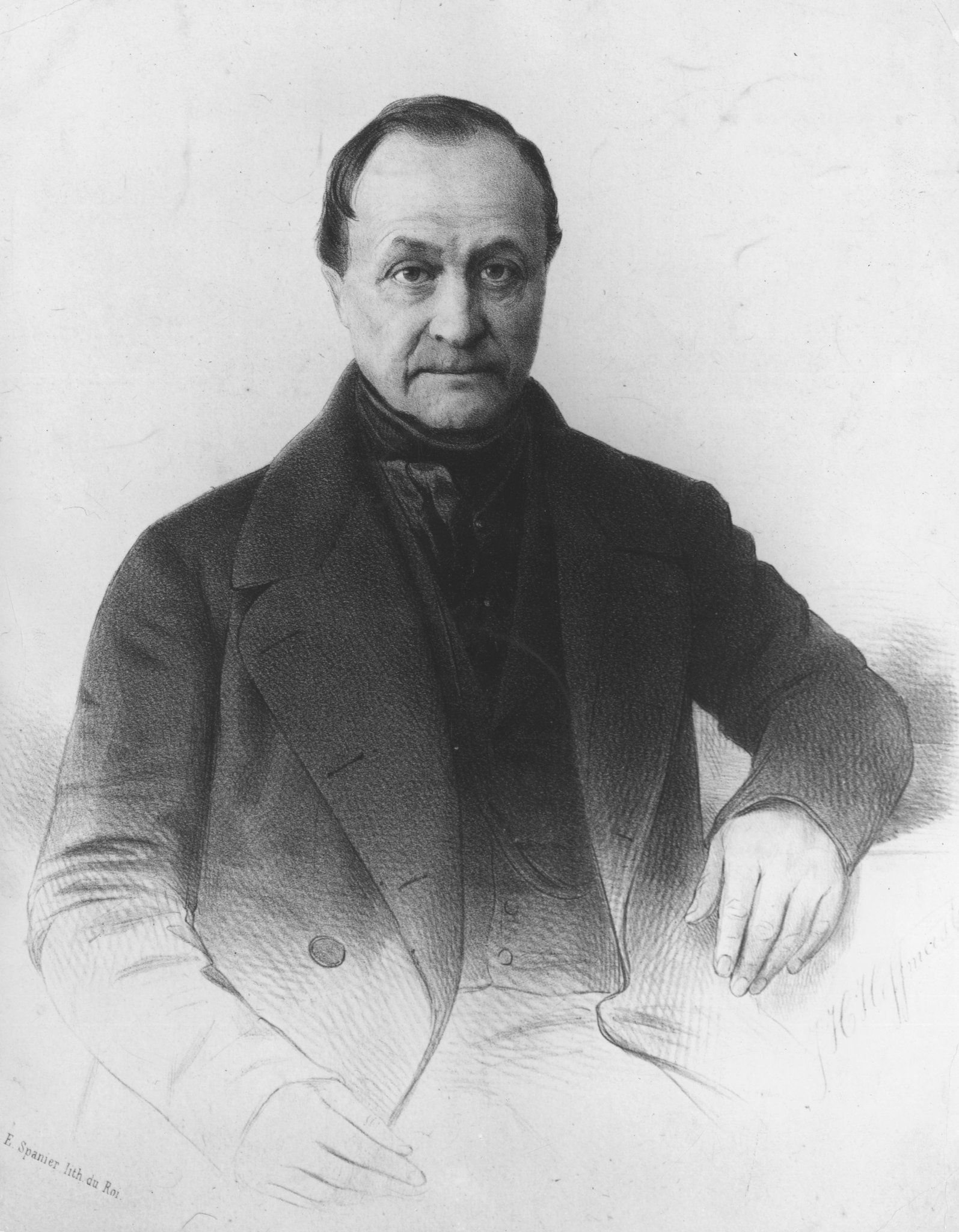
Auguste Comte
1798–1857

Als eigenständige Wissenschaft wurde die Soziologie erst seit Ende des 19. Jahrhunderts anerkannt. Sie löste sich in dieser Zeit als Einzelwissenschaft von der Philosophie, Wirtschaftswissenschaft, Staatslehre und Völkerkunde. Ihre Entstehungsgeschichte ist eng mit der Entwicklung der Bürgerlichen Gesellschaft im Europa des 19. Jahrhunderts sowie mit der fortschreitenden Industrialisierung verbunden.
Vorläufer der Soziologie sind in der Geschichtswissenschaft, der Nationalökonomie, aber auch im Journalismus und in den Policeywissenschaften zu sehen. Denker am Anfang und in der Mitte des 19. Jahrhunderts wie Henri de Saint-Simon, Karl Marx und Herbert Spencer werden heute auch als soziologische Klassiker betrachtet.
Der Namensgeber der Soziologie war Auguste Comte mit seinem 1851–1854 erschienenen vierbändigen Werk Système de politique positive, ou Traité de sociologie, instituant la religion de l’humanité. Seitdem versucht sie, teils in Fortentwicklung, teils im Gegensatz zu älteren Autoren, die sich ebenfalls mit den sozialen Wechselwirkungen beschäftigten – wie etwa schon in der Antike Xenophon im 4. Jahrhundert v. Chr., Polybios zwei Jahrhunderte später, Ibn Chaldun im 14. Jahrhundert, Giambattista Vico am Anfang und Adolph Freiherr Knigge am Ende des 18. Jahrhunderts – ihren Anspruch nach einem „ihr eigenen Erkenntnisgegenstand“ zu formulieren.
Für Comte ist dieser Gegenstand die „soziale Physik“ (physique sociale), die er nach Gesetzen der sozialen Statik und sozialen Dynamik unterscheidet. Für Émile Durkheim ist es der „Soziale Tatbestand“ (fait social) bzw. – in der Übersetzung René Königs – „soziologische Tatbestand“, der außerhalb des individuellen Bewusstseins existiert und von zwingendem Charakter ist. Für Ferdinand Tönnies bilden die „sozialen Wesenheiten“, das heißt die auf dem „Willen zur sozialen Bejahung“ beruhenden sozialen Verbindungen, den spezifischen soziologischen Gegenstand. Für Max Weber ist es das „soziale Handeln“ (siehe oben).

## Soziologisches Verstehen, soziologische Erklärung
In der Soziologie, als Wissenschaft des Sozialen, sind Theorie und Erfahrung aufeinander bezogen. Empirisch gehaltvoll sowie den Regeln der Logik folgend, zielt sie darauf, das Beobachtete zu verstehen und dafür Erklärungen mit Hilfe allgemeiner Sätze (Axiome) zu entwickeln. Dem entspricht die Dualität der Untersuchungsansätze: hermeneutisch interpretierende einerseits und kausalanalytische Verfahren andererseits, wobei erstere die Teilnehmerperspektive, letztere die Beobachterperspektive einnehmen.

### Soziologische Theorien in Konkurrenz
Soziologische Theorien folgten dabei nie „demselben“ Paradigma, d. h., sie bezogen sich in ihrem wissenschaftlichen Ansatz nicht auf nur eine bestimmte Denkweise. Dies liegt an ihrem theoretischen Schwierigkeitsgrad – ihr Gegenstand ist hochkomplex.
Hinzu kommt: Bereits methodologisch, aber auch häufig aus moralischen Gründen verbietet sich meist das – oft klärende – Experiment; die stattdessen mögliche Befragung impliziert konzeptionelle und Interpretationsprobleme: Beispielsweise bringen Interviewer subjektive Aspekte ein, werden angeschwindelt, in Einzelfällen fälschen sie sogar die Aussagen. Die Soziologie bleibt also immer auch auf Beobachtungen angewiesen. Auch erscheinen je nach den konkreten Fragen die Paradigmata unterschiedlich erfolgversprechend, wenn die Ergebnisse darstellungslogisch ‚einfach‘ und sachlich, finanzierungsbedingt schnell oder kostensparend sein sollen.
Zwei erkenntnistheoretische Hauptansätze sind zu unterscheiden, wobei völlig wertungsfreie von weltanschaulichen Motiven unabhängige Forschungsergebnisse nicht erreicht, aber angestrebt werden können:
1. Gehen Theorien axiomatisch davon aus, dass „einzelne Akteure sozial handeln“ (pauschal: „die Menschen machen die Gesellschaft“), und man könne auf dieser Grundlage alle soziologischen Fragen behandeln, so brauchen sie eine biologische, anthropologische und besonders eine biosoziologische Fundierung zu so hochkomplexen personalen Handlungsgrundlagen wie dem Willen oder der Rationalität eines Akteurs. Solche Theorien sind insofern problematisch, als sozial handelnde Akteure sowohl handelnde Subjekte als auch Objekte des sozialen Handelns anderer Akteure sind – anders als die forschenden Subjekte in den Naturwissenschaften (vgl. dazu die selbsterfüllende Prophezeiung).
2. Gehen Theorien stattdessen von axiomatisch zu Grunde gelegten „überpersönlichen Einheiten“ aus, pauschal: „nicht die Individuen geben den Ausschlag“ (z. B. von Einheiten wie den einzelnen „Gesellschaften“, den sechs Residuen, den „vier grundsätzlich möglichen“ Kommunikationsweisen, den beiden Geschlechtern oder „der einen Menschheit“), so müssen deren sozialphilosophische Ausgangsdefinition je und je axiomatisch fundiert sein. Dies erweist sich als äußerst schwierig. Hinzu kommen Abgrenzungsprobleme zwischen zum Beispiel Kollektiven, Motiven, Systemen, Frau und Mann oder Menschen und Nichtmenschen (etwa Tieren oder Robotern).

Diese beiden Hauptkonzepte und ihre Überschneidungen sind die Grundlagen für die große Anzahl unterschiedlicher soziologischer Theorien (siehe unten die Beispiele unter Makrosoziologie und Mikrosoziologie). Hinzu kommt, dass „bei eingeschränkten Fragestellungen“ im soziologischen Alltag Forscher verschiedener wissenschaftstheoretischer Ausrichtung – dank eines in der Soziologie entwickelten umfangreichen mathematischen bis sozialhistorischen Methodenbaukastens – ähnliche bis gleiche, sowohl verlässliche, als auch gültige Befunde erheben.
In der Praxis verzichten viele Soziologen häufig darauf, einen einzigen epistemologischen Standpunkt einzunehmen und arbeiten je nach Fragestellung und Ressourcen mit verschiedenen Theorien und Methoden.

### Einige zentrale Begriffe der Soziologie

#### Gesellschaft
Der Begriff Gesellschaft bezieht sich auf eine Summe von Beziehungen und Verhältnissen zwischen den einzelnen Menschen. Nicht gemeint ist die bloße räumliche und mengenmäßige Anzahl von Individuen, sondern deren Sozialität. Damit sind Strukturen aus relativ stabilen Verhaltensmustern bezeichnet, die ihren Ursprung im interaktiven menschlichen Handeln haben und in diesem Bereich ihre Wirkung erzielen. Als allgemeinster Begriff von Gesellschaft wird „das jeweilig umfassendste System des menschlichen Zusammenlebens“ bezeichnet. Über spezifischere Merkmale für eine Gesellschaft besteht in der Soziologie keine Einigung.
Der Prozess, der aus Individuen Gesellschaftsmitglieder macht, wird „Vergesellschaftung“ genannt.
Institutionen wie der Staat, die Familie, das Recht oder die Erziehung werden heute als Unterkategorien (auch: Subsysteme) der Gesellschaft begriffen. Die Unterscheidung zwischen Staat und Gesellschaft begründete den Beginn der Soziologie.
Die Begriffe „das Soziale“ bzw. „Sozialität“ meinen den Forschungsgegenstand der Soziologie und entsprechen in ihrer Bedeutung häufig dem Begriff der „Gesellschaft“. Präziser unterscheidet man „Sozialtheorie“, die begrifflich auf die Grundeinheiten abzielt, und „Gesellschaftstheorie“, die die Gesamtheit der Einheiten in den Blick nimmt und typischerweise auch eine Zeitdiagnose der historisch konkreten Gesellschaft beinhaltet.

#### Soziales Handeln
Der Begriff Handeln bedeutet in der Soziologie nach Max Weber ein „Handeln“, das für den Handelnden mit „Sinn“ verbunden ist. Laut Max Weber definiert sich „soziales Handeln“ dadurch, dass es auf Andere bezogen, sinnhaft am Verhalten Anderer orientiert ist.

#### Sozialer Tatbestand
Ein „sozialer Tatbestand“ (fait social) ist nach Émile Durkheim „jede mehr oder minder festgelegte Art des Handelns, die die Fähigkeit besitzt, auf den Einzelnen einen äußeren Zwang auszuüben; oder auch, die im Bereiche einer gegebenen Gesellschaft allgemein auftritt, wobei sie ein von ihren individuellen Äußerungen unabhängiges Eigenleben besitzt.“

#### Integration – Desintegration
Seit Auguste Comte wird in der Soziologie gefragt: „Was trennt, was verbindet die Menschen, was sorgt für Fortschritt und zugleich Ordnung?“ Dieses Thema wurde vor allem im Strukturfunktionalismus – so von Talcott Parsons – behandelt.

#### Sozialer Wandel
Mit dem sozialen Wandel als der umfassenden Veränderung von relativ stabilen Sozialstrukturen befasst sich die Soziologie seit ihrer Entstehungszeit; er spielt bereits im Denken Henri de Saint-Simons und von Karl Marx eine bedeutsame Rolle. Seine konzeptionelle Fassung erhielt er durch Ogburns Schrift Social Change (1922). In neuerer Zeit steht der soziale Wandel im Fokus von Modernisierungstheorien.

#### Soziale Norm
Soziale Normen sind Verhaltenserwartungen an Individuen und Gruppen in spezifischen sozialen Situationen mit unterschiedlich starken Verbindlichkeiten, die durch positive und negative Sanktionen durchgesetzt werden (siehe auch Soziale Erwünschtheit). Die Normgebundenheit sozialen Verhaltens ist ein frühes Thema der Soziologie. Mit ihr haben sich insbesondere Émile Durkheim und Talcott Parsons, in der deutschen Nachkriegssoziologie Ralf Dahrendorf und Heinrich Popitz beschäftigt.

## Untergliederung der Soziologie

### Gliederung nach den untersuchten Einheiten
Eine häufig vorzufindende Unterteilung der Soziologie unterscheidet zwischen
- dem Ausgangspunkt von ganzen Gesellschaften als Einheiten (Makrosoziologie) und
- dem Ausgangspunkt des sozialen Handelns und Interagierens der Akteure (Mikrosoziologie).

Unzufrieden mit dieser wissenschaftstheoretisch strengen Alternative sind Vertreter eines als „Mesosoziologie“ bezeichneten Blicks auf intermediäre Ebenen (Betonung des „Hin und Her“) und eines neuerdings als „Makro-Mikro-Soziologie“ bezeichneten Ansatzes, der prozessanalytisch Einseitigkeiten ausschließlicher Makro- und Mikro-Betrachtung zu überwinden beansprucht (Betonung des „Weder-noch“).

#### Makrosoziologie (Gesellschaft, Kollektiv, Struktur, System, Diskurs)
- Marxistische Soziologie
- Strukturalismus
- Funktionalismus
- Strukturfunktionalismus, s. u.
- Kritische Theorie, s. u.
- Systemtheorie, s. u.
- Kulturtheorie, s. u.
- Akteur-Netzwerk-Theorie
- Netzwerkforschung, Komplexes Netzwerk, (Soziales Netzwerk)

Eine Visualisierung eines sozialen Netzwerks

- Diskurstheorie, siehe Diskurs

#### Mikrosoziologie (Akteur, Individuum, Handeln)
- Konfliktsoziologie
- Symbolischer Interaktionismus
- Phänomenologische Soziologie
- Methodologischer Individualismus (insbesondere Theorie der rationalen Entscheidung, s. u.)
- Figuration (Soziologie) (umstrittene Zuordnung)
- Ethnomethodologie
- Hermeneutik insbesondere die Hermeneutische Wissenssoziologie sowie die Objektive Hermeneutik
- Pragmatismus
- Konstruktivismus insbesondere der Sozialkonstruktivismus
- Praxistheorie
- Behaviorismus

#### Mesosoziologie (Gruppe, Figuration, Organisation, Institution, Situation, Ritual, Subsystem u. a.)
Diese Theorie mittlerer Reichweite (vgl. Robert K. Merton) umschreibt z. B. die Soziologie der Institutionen, Rituale und Organisationen, Soziale Gruppen bzw. die Verbindung zwischen Mikro- und Makrosoziologie.
- Figuration (Soziologie)
- Organisationssoziologie
- Praxistheorie
- Soziologischer Neoinstitutionalismus
- Strukturationstheorie, s. u.

#### Makro-Mikro-Soziologie
Hier wird für den Ansatz von Norbert Elias, die Figurationssoziologie (auch Prozesssoziologie), eine über die Akteuranalyse hinausgehende strömungsstrukturelle (figurative) Grundlegung beansprucht, die jedoch makrosoziologische Reifizierungen der Gesamtgesellschaft ablehnt. Ein zweiter Ansatz ist die Sozialisationstheorie von Klaus Hurrelmann, die Persönlichkeitsentwicklung als einen permanenten produktiven Prozess der Verarbeitung von innerer Realität (Körper, Psyche) und äußerer Realität (soziale und physische Umwelt) konzipiert.

### Gliederung nach der Reichweite der Theoreme
Ferner lassen sich Themenbereiche der Soziologie auch danach unterscheiden, ob sie der „allgemeinen“ Soziologie zuzurechnen sind, also generelle Gültigkeit beanspruchen, oder ob es sich dabei um Themen einer „speziellen“ Soziologie handelt. Theoretisch gehören die soziologischen „Methoden“ zur allgemeinen Theorie, in der Hochschulpraxis werden sie aber oft gesondert betrieben.

#### Allgemeine Soziologie
Zur „Allgemeinen Soziologie“ zählen die Kategorien und Hypothesen, mit denen soziales Verhalten in den verschiedenen Lebensbereichen erklärt wird. Dazu gehören Sachgebiete wie das Verhältnis von Akteur und Gesellschaft oder Person und sozialem System, sowie die Struktur und der Wandel von Gesellschaften bzw. sozialen Systemen. Auch die Methoden der empirischen Forschung lassen sich hier einordnen.
Hauptthemen der Allgemeinen Soziologie sind beispielsweise: Devianz, Eliten, Funktionale Differenzierung, Gruppen, Herrschaft, Kommunikation, Macht, Sozialisation, Soziales Handeln, soziale Interaktion, Klassen, soziale Mobilität, soziale Rollen, sozialer Tausch, soziale Ungleichheit, sozialer Wandel, Sozialstruktur, Technik.

#### Spezielle Soziologien
„Spezielle Soziologien“ – informell auch „Bindestrichsoziologien“ genannt – befassen sich mit den Strukturen und Prozessen gesellschaftlicher Teilsysteme oder institutioneller Bereiche der Gesellschaft.
Zu den speziellen Soziologien gehören beispielsweise Arbeitssoziologie, Wirtschaftssoziologie, Techniksoziologie, Familiensoziologie und Politiksoziologie. Durch die zunehmende Differenzierung auch der Soziologie selbst bilden sich laufend weitere spezielle Soziologien.

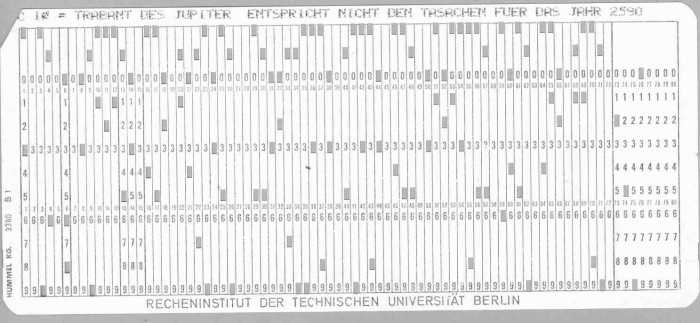
Hollerith-Lochkarte – vor der computergestützten Auswertung das Alltagsutensil der quantitativen Forschung

#### Empirische Sozialforschung
Um eine der Soziologie angemessene Methodik der empirischen Erforschung sozialer Tatbestände wurde seit den Anfängen der Disziplin im sogenannten Methodenstreit gerungen.
Das umfangreiche methodische Instrumentarium der empirischen Soziologie lässt sich wie folgt untergliedern:
- Qualitative Sozialforschung
- Quantitative Sozialforschung
- Historische Soziologie

Weiterhin existieren Kombinationen der verschiedenen Ansätze, die mixed methods genannt werden. Die sogenannte Objektive Hermeneutik beansprucht dagegen, eine umfassende Forschungsmethodologie der Sozialwissenschaften zu formulieren, die gleichermaßen für quantifizierende Daten wie für natürlich protokollierte Ausdrucksgestalten der konkreten Lebenspraxis (wobei Protokolle per se schon „historisch“ sind) Anwendung findet. Die oben genannte Methodenunterscheidung wird von dieser Methodologie kritisiert und abgelehnt.

## Reine und angewandte Soziologie
Obwohl der Unterschied zwischen einer reinen Theorie und ihrer Anwendung in vielen Wissenschaften gemacht wird und in den Bereich alltäglicher Vorverständnisse auch der Soziologie gehört, gibt es hier einen strengen und einen weniger festgelegten Gebrauch.
Im strengen Sinne hat Ferdinand Tönnies zwischen einer axiomatisch abgestützten und begrifflich entfalteten „Reinen Soziologie“ und einer von dorther ausgehenden „Angewandten Soziologie“ unterschieden, bei der diese Begriffe deduktiv an historische soziale Prozesse angelegt werden. Im ersten Fall bewegt man sich demnach im „Reich der Ideen“, im zweiten im „Reich der Wirklichkeit“.
Im weniger strengen Sinne versteht man unter angewandter Soziologie die Handhabung theoretischer Grundlagen zur Bearbeitung von Forschungsaufträgen. Der Erfolg einer soziologischen Theorierichtung ist dabei nicht nur von der intellektuellen Tüchtigkeit und wissenschaftlichen Bedeutung ihrer Begründer abhängig, sondern – wissenschaftssoziologisch gesehen – durchaus auch von der Nachfrage nach soziologischer Beratung durch den Markt beziehungsweise durch soziale Verbände oder die Politik, selten aber nachhaltiger auch durch soziale Bewegungen.
Markt- und Wahlforschung bieten die lukrativsten Aufträge für Soziologen, was die Entwicklung der quantitativen Methoden (Statistik) und der an die Naturwissenschaften angelehnten Theorieansätze relativ begünstigt. Denn die Fragen sind meist eingeschränkt und auf die allernächste Zukunft bezogen. Viele ceteris paribus-Bedingungen können also vorausgesetzt werden, ohne die Ergebnisse stark zu beeinträchtigen. Hier kam es, zuerst in den USA (seit den späten 1940er Jahren auch in Deutschland) zur Gründung von Umfragefirmen und Meinungsforschungsinstituten.
Einige spezielle Teilgebiete (Militär-, Medizin-, Sport- und Katastrophensoziologie) fragen soziologische Beratung nach, nicht aber die Industriesoziologie, seit das Fach in Deutschland in den 1970er Jahren aus den wirtschafts- und sozialwissenschaftlichen Fakultäten (Fachbereichen) in die philosophischen umgezogen ist; die Organisationssoziologie wird nun vor allem in den USA fortgeführt. Eine beratende Funktion hat oftmals auch die Rechtssoziologie, die u. a. im Vorfeld geplanter Gesetze Wirkungs- und Evaluationsforschung betreibt; sie kann auch in Bereichen mit „weichen“ Rechtsverhältnissen (Arbitragen, Treu und Glauben, „nach billigem Ermessen“) für eine Strukturierung sorgen. Sozialräumliche Strukturen werden zu Planungszwecken von der Gemeinde- bzw. Stadtsoziologie untersucht.
Brotlose Künste sind hingegen zahlreiche spezielle Soziologien, die sich schlecht vermarkten lassen und quantitativen Methoden wenig zugänglich sind, etwa die Kunst-, Literatur- oder Religionssoziologie. Also ist deren Forschungsfortschritt stark von der Forschungsfreiheit der Universitätssoziologie, von den Motiven der Wissenschaftler selbst und von den relativ geringen Drittmittelzuschüssen gemeinnützig denkender Förderer (Mäzene) abhängig.
Diktaturen lehnen eine – vor allem die Mentalität der Bevölkerung berücksichtigende und darüber Auskunft gebende – Soziologie ab; bei besonderem (dann oft geheimem) Beratungsbedarf erlauben auch sie vorübergehend soziologische Fragestellungen (beispielsweise in der DDR der 1980er Jahre im Bereich der angewandten Stadt- und Jugendsoziologie).

## Bedeutende Soziologen
Einige besonders bedeutsame soziologische Denker seit der Soziologie Begründer Auguste Comte seien hier aufgeführt.
sowie die Liste von 150 soziologischen Klassikern auf Wikibooks.
| A | Theodor W. Adorno, Jutta Allmendinger, Raymond Aron, Hans Albert |
| B | Jean Baudrillard, Zygmunt Bauman, Ulrich Beck, Daniel Bell, Reinhard Bendix, Peter L. Berger, Peter M. Blau, Raymond Boudon, Pierre Bourdieu                                                                         |
| C | Robert Castel, Dieter Claessens, James S. Coleman, Auguste Comte, Charles Cooley, Lewis Coser |
| D | Ralf Dahrendorf, W. E. B. Du Bois, Émile Durkheim |
| E | Shmuel N. Eisenstadt, Norbert Elias, Jon Elster, Hartmut Esser, Amitai Etzioni |
| F | Michel Foucault, Hans Freyer, Gilberto Freyre |
| G | Harold Garfinkel, Arnold Gehlen, Theodor Geiger, Anthony Giddens, Erving Goffman, Ludwig Gumplowicz |
| H | Jürgen Habermas, Maurice Halbwachs, George C. Homans, Max Horkheimer, Klaus Hurrelmann |
| I | Eva Illouz |
| J | Marie Jahoda |
| K | René König |
| L | Paul F. Lazarsfeld, M. Rainer Lepsius, Siegwart Lindenberg, Seymour Martin Lipset, Thomas Luckmann, Niklas Luhmann                                                                                                   |
| M | Bronisław Malinowski, Michael Mann, Karl Mannheim, Herbert Marcuse, Karl Marx, Marcel Mauss, George Herbert Mead, Robert K. Merton, Robert Michels, Charles Wright Mills, Richard Münch                              |
| O | William F. Ogburn, Mancur Olson, Franz Oppenheimer |
| P | Vilfredo Pareto, Robert E. Park, Talcott Parsons |
| R | Andreas Reckwitz, David Riesman, Stein Rokkan, Hartmut Rosa |
| S | Henri de Saint-Simon, Saskia Sassen, Helmut Schelsky, Wolfgang Schluchter, Alfred Schütz, Richard Sennett, Alphons Silbermann, Georg Simmel, Werner Sombart, Pitirim Sorokin, Herbert Spencer, William Graham Sumner |
| T | Gabriel Tarde, William I. Thomas, Ferdinand Tönnies, Alain Touraine |
| V | Thorstein Veblen, Michael Vester |
| W | Immanuel Wallerstein, Lester Frank Ward, Alfred Weber, Max Weber, Edvard Westermarck, William F. Whyte, Leopold von Wiese                                                                                            |
| Z | Wolfgang Zapf |

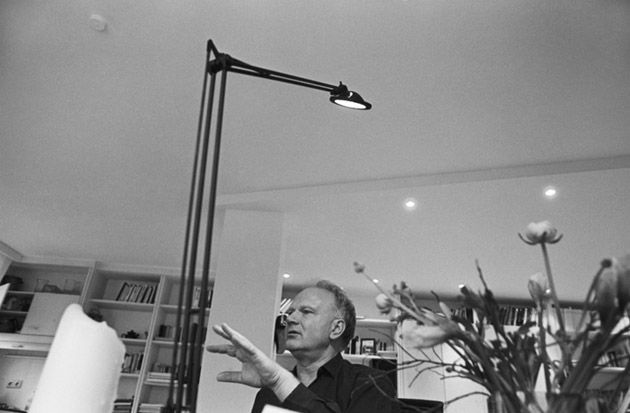
Ulrich Beck (1944–2015)
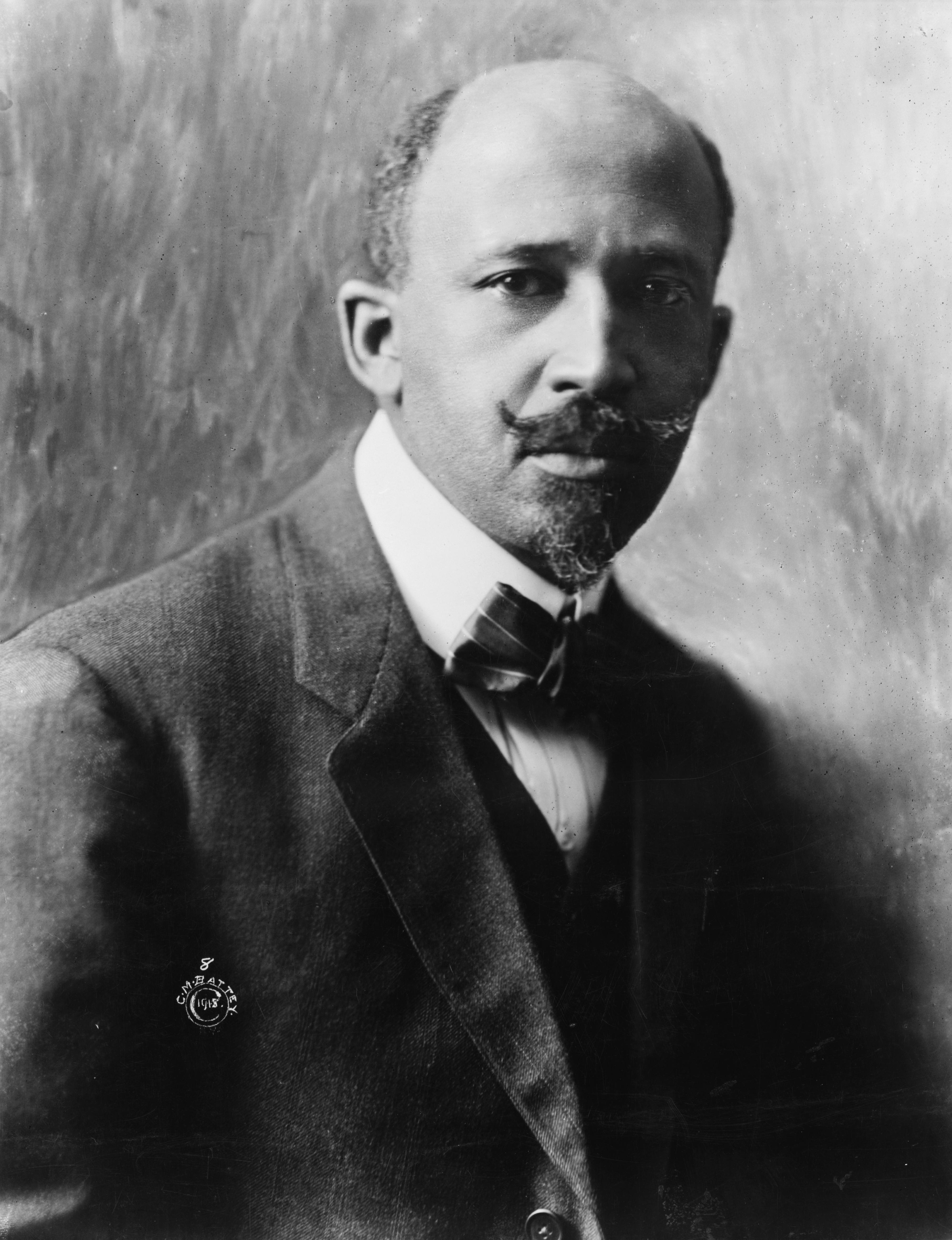
W. E. B. Du Bois (1868–1963)
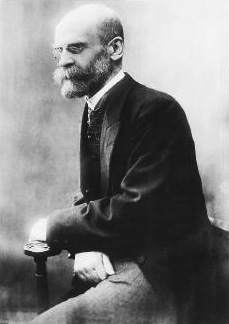
Émile Durkheim (1858–1917)
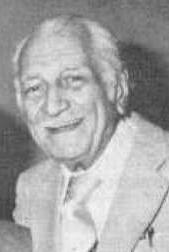
Gilberto Freyre (1900–1987)
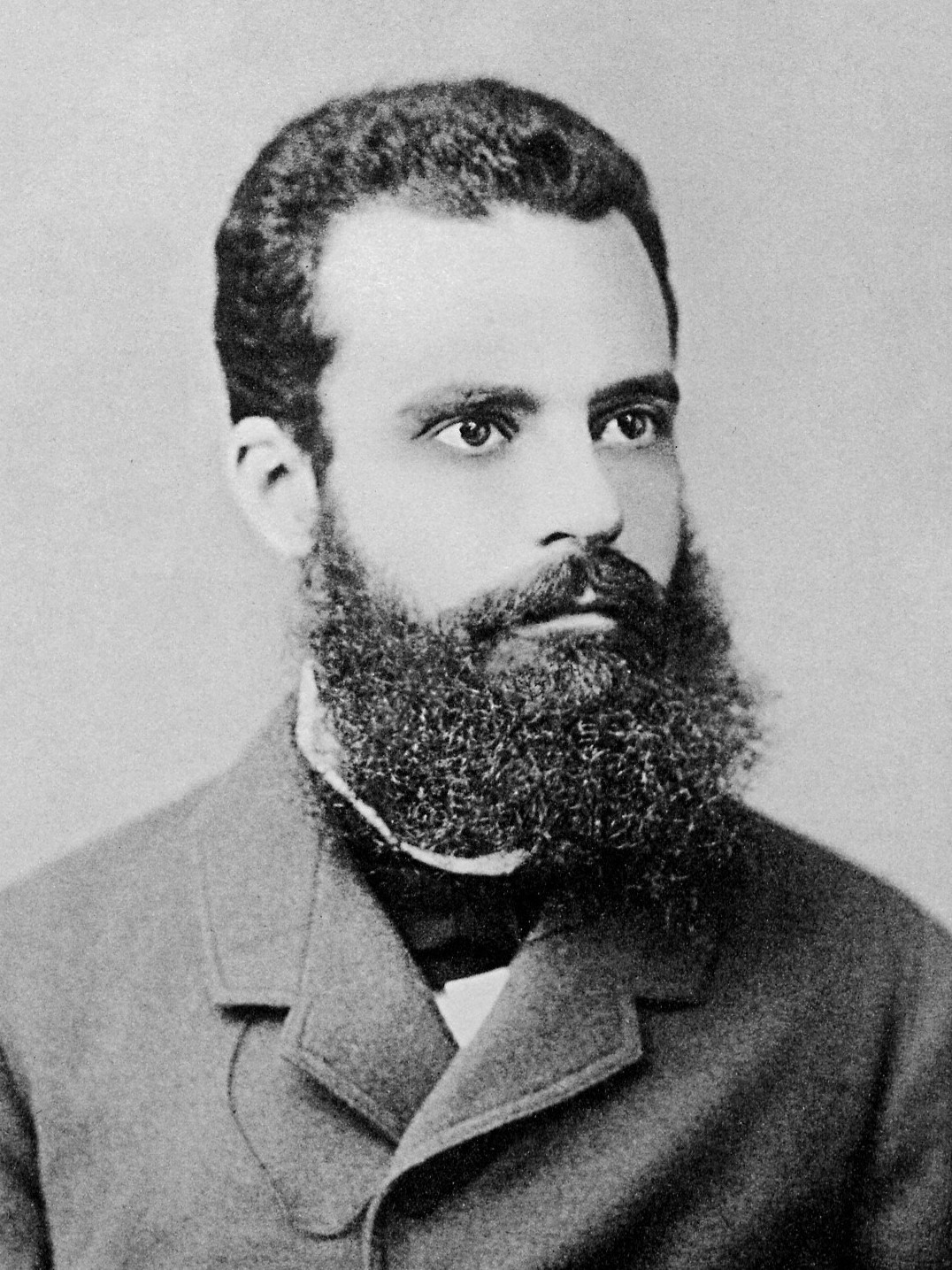
Vilfredo Pareto (1848–1923)
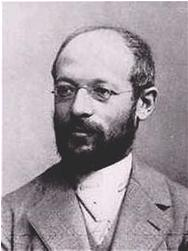
Georg Simmel (1858–1918)
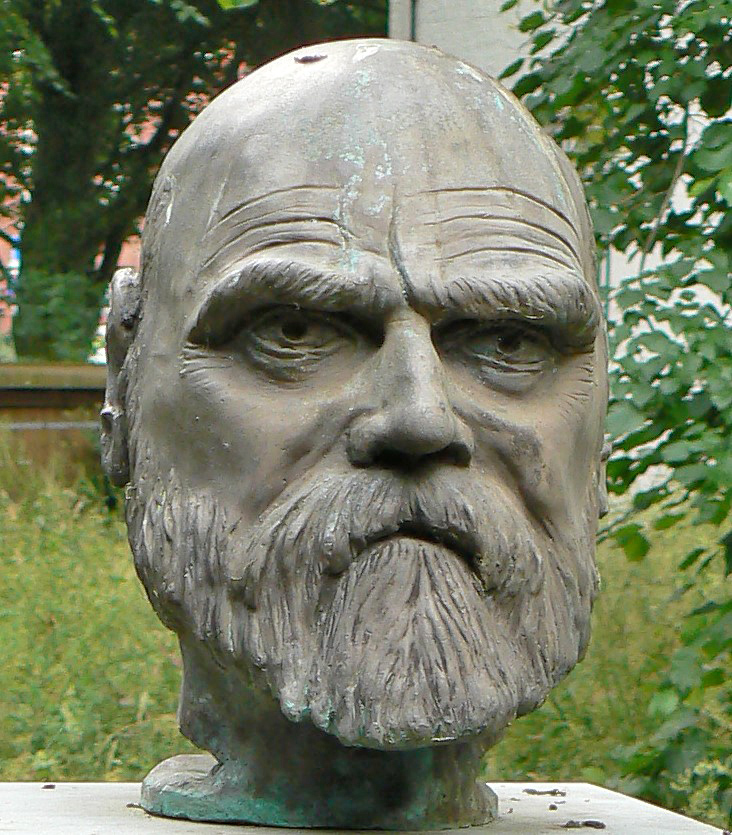
Ferdinand Tönnies (1855–1936)
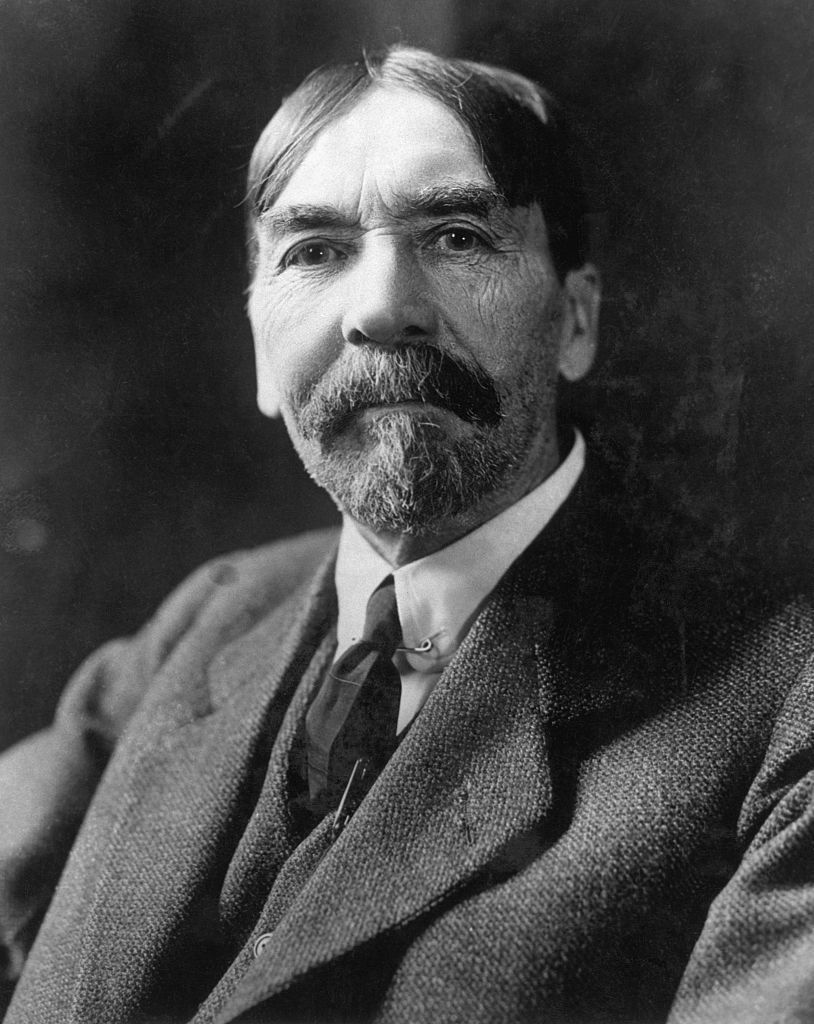
Thorstein Veblen (1857–1929)
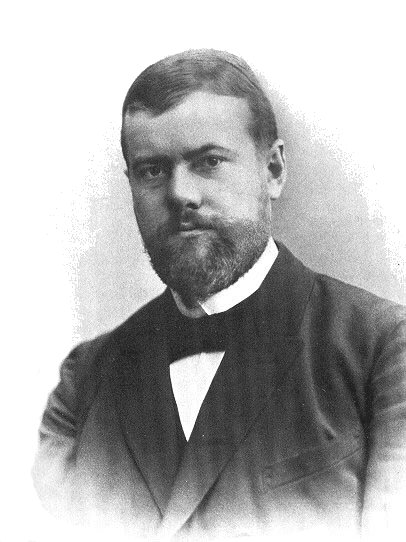
Max Weber (1864–1920)

## Zeitgenössische soziologische Ansätze
Hier kann nur eine Auswahl angesprochen werden.
- Eine Vielzahl von Arbeiten, zumal soziologischer Klassiker wie Max Weber, lassen sich grob einem „interpretativen und qualitativ-rekonstruktiven“ Paradigma zuordnen. Oft ausgehend von Phänomenologie, Pragmatismus und Geschichtsschreibung stehen hierbei subjektive Sinnqualitäten und die Rekonstruktion der Entstehungsbedingungen, Verläufe und Konsequenzen sozialer Praktiken (Handlungsweisen) im Vordergrund.
- Die mikrosoziologische Theorie der rationalen Entscheidung (bekannter Vertreter: Hartmut Esser) führt so genannte Aggregatphänomene auf die Entscheidungen und das ihnen entsprechende Handeln einzelner Akteure zurück und geht davon aus, dass hier rationale Wahlen auffindbar sind. Zwischen Rational-Choice-Ansatz, quantitativer Methodologie und neoklassischer volkswirtschaftlicher Theorie herrschen gewisse Affinitäten. Die Rational-Choice-Vorgehensweise lässt sich bis zu Ferdinand Tönnies zurückverfolgen, der jedoch nicht die Ratio, sondern den Willen zum Ausgangspunkt sozialen Handelns gemacht hat (vgl.: Voluntarismus).
- Von zentraler Bedeutung in Mitteleuropa und Einfluss bis in die USA ist die „Kritische Theorie“ (so durch Jürgen Habermas und Axel Honneth), die inzwischen durch eine Nähe zum (französischen) Poststrukturalismus gekennzeichnet ist, aber in ihrer dialektischen Wissenschafts- und Methodenauffassung auf Georg Wilhelm Friedrich Hegel, Karl Marx und Sigmund Freud zurückgreift.
- Als eine vierte große und insbesondere im deutsch- und japanischsprachigen Raum einflussreiche Schule lässt sich die „soziologische Systemtheorie“ im Gefolge von Talcott Parsons (vgl.: Strukturfunktionalismus) und Niklas Luhmann nennen. „Soziologie“ wird hier auf eine Auffassung von Gesellschaft zugeschnitten, die durch charakteristische Kommunikationen und Nicht-Kommunikationen in sozialen Teilsystemen definiert wird.
- Rund um René König entstand die Kölner Schule der Soziologie. Ihr Publikationsorgan Kölner Zeitschrift für Soziologie und Sozialpsychologie ist noch immer eine der wichtigsten soziologischen Zeitschriften.
- Objektive Hermeneutik: Ab dem Ende der siebziger Jahre hat sich die rekonstruktionslogische Forschungsmethodologie der Objektiven Hermeneutik – geprägt vor allem durch Ulrich Oevermann – entwickelt, die in Übereinstimmung mit Hegels Prinzip einer Wechselbestimmung von Inhalt und Methode sowohl dialektische Forschungsmethodologie als auch Konstitutionstheorie der Sozialwissenschaften zu sein beansprucht und seit bald vierzig Jahren eine breite Forschungspraxis zahlreicher Wissenschaftler aus den verschiedensten Disziplinen anleitet. Ihre Ursprünge hat sie in der sequentiellen Analyse von Interaktionstranskripten des von Oevermann geleiteten Projekts „Elternhaus und Schule“ am Max-Planck-Institut für Bildungsforschung in Berlin, Anfang der 1970er Jahre.

Ferner gibt es:
- Die Prozesssoziologie ist namentlich durch Norbert Elias wiederbelebt worden. Elias versteht sie nicht nur als eine Zivilisationstheorie, sondern auch als ein Gegenkonzept zur Handlungstheorie und zur Systemtheorie. Für ihn existieren weder pure Individuen ohne Gesellschaft noch pure Gesellschaften ohne Individuen. Er kennt auch keine Zustände. Real ist stets die Bewegung in sozialen Verflechtungen (Figurationen). Im Anschluss an Elias sind die Arbeiten Dieter Claessens’ zu nennen. Doch gibt es prozesssoziologische Ansätze – nicht unter diesem Namen – mit unterschiedlichen Ableitungen bereits seit Giambattista Vico, Karl Marx, Ludwig Gumplowicz und Vilfredo Pareto.
- Pierre Bourdieu hat seit den 1970er Jahren bis zur Jahrtausendwende eine seither vielfach aufgegriffene kombinatorische „Theorie der Praxis“ auf empirischer Grundlage unter Einbeziehung philosophischer, naturwissenschaftlicher, soziologischer, ethnologischer und ökonomischer Theorien entwickelt, die häufig unter Kultursoziologie subsumiert wird.
- Die Sozialisationstheorie, die sich auf die menschliche Persönlichkeitsentwicklung in Interaktion mit gesellschaftlichen und innerpersonalen Faktoren konzentriert und die Brücke zu Psychologie und Verhaltensbiologie schlägt (siehe Handbuch Sozialisationsforschung, herausgegeben von Klaus Hurrelmann, Ullrich Bauer, Matthias Grundmann und Sabine Walper, 8. Auflage 2015).

## Russland
Bis heute überwiegt in Russland die Vorstellung von der Soziologie als einer Wissenschaft, die dem Staate dienen soll. Anders als zu Sowjetzeiten wird allerdings heute ein beträchtlicher Teil des Arbeitsfeldes von unabhängiger Soziologie belegt. 2012 wurde das Gesetz über „ausländische Agenten“ verabschiedet, das die Arbeitsmöglichkeiten für nichtkommerzielle Organisationen (russ.: NKO) stark einschränkte, auch für jene, die Forschung betreiben. Forscher, die sich nicht in die gesteckten Rahmen einfügen, müssen mit ernsten Schwierigkeiten rechnen. Auch „Massenumfragen und andere soziologische Forschungen“ werde zu politischer Tätigkeit gezählt, wodurch nun der Soziologie das Recht genommen wurde, als Wissenschaft bezeichnet zu werden. Organisationen des nichtkommerziellen Sektors mit Finanzierung jedweder Art aus dem Ausland, die zugleich politisch tätig sind, gelten heute als „ausländische Agenten“. Praktisch jede Kritik in Bezug auf den Staat und dessen Innen- oder Außenpolitik gilt als „politischer Betätigung“.

### Einführungen
- Hans Paul Bahrdt: Schlüsselbegriffe der Soziologie. Eine Einführung mit Lehrbeispielen. 10. Auflage, Beck, München 2014, ISBN 978-3-406-65863-1.
- Dieter Claessens und Daniel Tyradellis: Konkrete Soziologie. Verständliche Einführung in soziologisches Denken. Westdt. Verlag, Opladen 1997, ISBN 3-531-13001-3. Dem Untertitel völlig gerecht werdend, wird hier in die typisch soziologische Problemsicht, -behandlung und Denkweise anhand konkreten und gut pointierten Materials der Sozialstruktur Deutschlands eingeführt.
- Michael Corsten: Grundfragen der Soziologie. UVK Verlagsgesellschaft mbH, Konstanz 2011, ISBN 978-3-8252-3494-2. Erklärt grundlegende soziologische Fragestellungen und zeigt Verbindungen zwischen unterschiedlichen Fachbegriffen auf.
- Oliver Dimbath: Einführung in die Soziologie. Fink (UTB), Paderborn 2011, ISBN 978-3-8252-3708-0. Gibt einen Überblick über grundlegende soziologische Begriffe und Theorien.
- Norbert Elias: Was ist Soziologie? 11. Auflage. Juventa, Weinheim 2009, ISBN 978-3-7799-0102-0. Originelle Einführung von einem mittlerweile selbst als Klassiker der Soziologie geltenden Autor
- Wolfgang Eßbach: Studium Soziologie. Fink, Paderborn 1996, ISBN 3-8252-1928-3. Überblick über die Entstehungsgeschichte der Soziologie, ihre heutigen Anwendungsfelder, das Soziologiestudium und wichtige Grundbegriffe.
- Hartmut Esser: Soziologie. Allgemeine Grundlagen. 3. Auflage. Frankfurt am Main / New York 1999, ISBN 3-593-34960-4. Einführung in die allgemeinen Grundlagen des Fachs, Entstehungsumstände und Arbeitsbereiche der Soziologie, formale und inhaltliche Anforderungen an eine soziologische Erklärung u. v. m.
- Anthony Giddens. Soziologie. Hrsg. von Christian Fleck, Hans Georg Zilian, Nausner & Nausner, Graz ²1999, ISBN 3-901402-22-5 (aus d. Engl.). Standardwerk im englischsprachigen Raum.
- Horst Jürgen Helle: Verstehende Soziologie. Lehrbuch. Oldenbourg, München/Wien 1999, ISBN 3-486-24767-0. Spinoza, Kant, Dilthey; Georg Simmel, Max Weber, George Herbert Mead, Hans Freyer, Anselm Strauss, Tamotsu Shibutani, Erving Goffman,.
- Hans Peter Henecka: Grundkurs Soziologie. 10., aktualisierte Auflage. UVK Konstanz / UTB Stuttgart 2015, ISBN 978-3-8252-4468-2.
- Hans Joas (Hrsg.): Lehrbuch der Soziologie. 3., überarb. und erw. Aufl. Campus, Frankfurt am Main / New York 2003, ISBN 978-3-593-37920-3. Widmet sich den Themenbereichen der soziologischen Forschung und arbeitet dabei jeweils neben der soziologischen Perspektive den aktuellen Kenntnisstand heraus.
- Hermann Korte: Einführung in die Geschichte der Soziologie. 8. Aufl., VS Verlag für Sozialwissenschaften, Wiesbaden 2006, ISBN 978-3-531-14774-1. Gut verständliche Geschichte der Soziologie.
- Heinz Maus: Einführung in die Soziologie. In: Jahrbuch für Soziologiegeschichte 1992, Leske + Budrich, Opladen 1994, S. 195–240 (hrsg. mit einer Einleitung von Georg Ahrweiler). Unorthodoxer Ansatz im Umfeld der Kritischen Theorie
- Heiner Meulemann: Soziologie von Anfang an. Eine Einführung in Themen, Ergebnisse und Literatur. 2., überarb. Auflage. VS Verlag für Sozialwissenschaften, Wiesbaden 2006, ISBN 978-3-531-33742-5. Die Fokussierung auf wissenschaftliche Ergebnisse unterscheidet dieses Buch angenehm von manchen anderen Einführungen.
- Richard Münch: Soziologische Theorie. Band 1: Grundlegung durch die Klassiker, ISBN 3-593-37589-3. Band 2: Handlungstheorie. ISBN 3-593-37590-7. Band 3: Gesellschaftstheorie. Campus, Frankfurt am Main / New York 2004, ISBN 3-593-37591-5. Dreibändige, umfassende Einführung in zentrale Perspektiven soziologischer Theorie.
- Armin Nassehi: Soziologie. Zehn einführende Vorlesungen. VS-Verlag, Wiesbaden 2008. ISBN 978-3-531-15433-6. Einführung in Grundbegriffe der Soziologie, dargestellt an lebensnahen Episoden.
- Sighard Neckel u. a. (Hrsg.): Sternstunden der Soziologie. Wegweisende Theoriemodelle des soziologischen Denkens. Campus Verlag, Frankfurt am Main 2010, ISBN 978-3-593-39181-6
- Manfred Prisching: Soziologie. Themen – Theorien – Perspektiven. 3., erg. und überarb. Auflage. Böhlau, Wien/Köln/Weimar 1995, ISBN 3-205-98386-6. Gut gegliedertes Einführungsbuch, das zentrale Konzepte der Soziologie anhand der Etappen des Lebens erläutert.
- Annette Treibel: Einführung in soziologische Theorien der Gegenwart. 7., aktualisierte Auflage. Verlag für Sozialwissenschaften, Wiesbaden 2006, ISBN 978-3-531-15177-9. 3. Band ihrer 4-teiligen Schriftenreihe Einführungskurs Soziologie. Ausgewählte Theorien werden vorgestellt, in ihrer Struktur aufgearbeitet, und das Geflecht ihrer unterschiedlichen Ansätze wird durch Verbindungslinien der Autorin transparenter gemacht.
- Friedhelm Kröll: Soziologie. Im Labyrinth der Modelle. Eine Orientierung, new academic press, Wien 2014, ISBN 978-3-7003-1779-1.
- Jörn Lamla, Henning Laux, Hartmut Rosa, David Strecker (Hrsg.): Handbuch der Soziologie, UVK, Konstanz 2014, ISBN 978-3-8252-8601-9.
- Ernst M. Wallner: Soziologie – Einführung in Grundbegriffe und Problemen. 6. Auflage. 1979.
- Reinhold Zippelius: Grundbegriffe der Rechts- und Staatssoziologie. 3. Auflage. Mohr Siebeck, Tübingen 2012, ISBN 978-3-16-151801-0.

### Nachschlagewerke
- Lewis Coser: Masters of Sociological Thought. Ideas in Historical and Social Context. Harcourt Brace Jovanovich, New York u. a. 1971, ISBN 0-15-555128-0. Eine glänzende Einführung in die soziologischen Klassiker.
- Günter Endruweit, Gisela Trommsdorff (Hrsg.): Wörterbuch der Soziologie. 2. verb. und erweit. Aufl., Lucius & Lucius, Stuttgart 2002, ISBN 3-8252-2232-2. Eine kundige Übersicht im Handbuchcharakter mit zahlreichen Mitarbeiter/inne/n.
- Sina Farzin, Stefan Jordan (Hrsg.): Lexikon Soziologie und Sozialtheorie. Hundert Grundbegriffe. Reclam, Stuttgart 2008, ISBN 978-3-15-010661-7. Begriffe der Soziologie und Sozialtheorie
- Werner Fuchs-Heinritz, Rüdiger Lautmann, Otthein Rammstedt, Hanns Wienold (Hrsg.): Lexikon zur Soziologie. 4. Aufl., VS Verlag für Sozialwissenschaften, Wiesbaden 2007, ISBN 3-531-11417-4. Das stichwort- und mitarbeiterreichste soziologische Sachlexikon weltweit.
- Karl-Heinz Hillmann: Wörterbuch der Soziologie (= Kröners Taschenausgabe. Band 410). 5., völlig überarbeitete und erweiterte Auflage. Kröner, Stuttgart 2007, ISBN 978-3-520-41005-4. Der Klassiker unter den deutschen soziologischen Wörterbüchern. Rund 2500 Sach- und Personeneinträge, reichhaltige Literaturangaben.
- Klaus Hurrelmann, Ullrich Bauer, Matthias Grundmann, Sabine Walper (Hrsg.): Handbuch Sozialisationsforschung. Weinheim: Beltz 2015.
- Dirk Kaesler (Hrsg.): Klassiker der Soziologie. Band I: Von Auguste Comte bis Alfred Schütz. 5. Aufl. Beck, München 2006, ISBN 3-406-54749-4. Band 2: Von Talcott Parsons bis Anthony Giddens. 5. Aufl., Beck, München 2007, ISBN 3-406-42089-3. Behandelt in Bd. 1 die international als Klassiker geltenden Soziologen, die vor 1900 geboren sind, in Bd. 2 die Späteren. Alle werden in ihrem Leben und dem zeitgenössischen Kontext, sodann in ihrem Werk und deren wichtigsten Begriffen und endlich in ihrer Wirkung auf das zeitgenössische soziologische Denken und auf die gegenwärtige internationale Soziologie dargestellt. Die Bände helfen, die Klassiker kurz zu rekapitulieren und in einen historischen Zusammenhang zu stellen.
- Dirk Kaesler (Hrsg.): Aktuelle Theorien der Soziologie. Beck, München 2005, ISBN 3-406-52822-8. Fundierter Überblick über aktuelle Entwicklungen soziologischer Theorien.
- Dirk Kaesler, Ludgera Vogt (Hrsg.): Hauptwerke der Soziologie (= Kröners Taschenausgabe. Band 396). 2., durchgesehene Auflage. Kröner, Stuttgart 2007, ISBN 978-3-520-39602-0. Das bewährte Nachschlagewerk erschließt 107 Hauptwerke der internationalen Soziologie. Mit chronologischem Werkverzeichnis, Sach- und Titelregister.
- Georg W. Oesterdiekhoff (Hrsg.): Lexikon der soziologischen Werke. Westdeutscher Verlag, Wiesbaden 2001, ISBN 3-531-13255-5 (2., aktualisierte und erweiterte Aufl., Springer VS, Wiesbaden 2014, ISBN 978-3-658-02377-5.). 174 Fachvertreter stellen 750 soziologische Werke vor.
- Gerd Reinhold (Hrsg.): Soziologie-Lexikon. 3., überarb. und erw. Auflage, Oldenbourg, München/Wien 1997, ISBN 3-486-24176-1 Zahlreiche Mitarbeiter, 4. Aufl. i. E. [2009]
- Bernhard Schäfers, Johannes Kopp (Hrsg.): Grundbegriffe der Soziologie. 9. Aufl., VS Verlag für Sozialwissenschaften, Wiesbaden 2006, ISBN 978-3-531-14686-7. 104 Artikel zu den zentralen Begriffen.

### Sonstiges Schrifttum
- Soziologie heute – das erste populärwissenschaftliche Magazin für Soziologie im deutschsprachigen Raum (online)

## Fachzeitschriften (Auswahl)
- Acta Sociologica
- American Journal of Sociology
- American Sociological Review
- L’Année Sociologique
- Berliner Journal für Soziologie
- British Journal of Sociology
- Comparative Sociology
- European Journal of Sociology
- European Sociological Review
- International Sociology
- Kölner Zeitschrift für Soziologie und Sozialpsychologie
- Leviathan – Berliner Zeitschrift für Sozialwissenschaft
- Mens en Maatschappij
- Mittelweg 36
- Österreichische Zeitschrift für Soziologie
- Prokla. Zeitschrift für kritische Sozialwissenschaft
- Protosoziologie
- Schweizerische Zeitschrift für Soziologie (dreisprachig)
- Social Forces
- Sociologia Internationalis
- soziologie heute
- Sociology
- Soziale Systeme
- Soziale Welt
- Soziologie
- Soziologische Revue (deutsche Rezensionszeitschrift)
- Tönnies-Forum
- WestEnd. Neue Zeitschrift für Sozialforschung
- Zeitschrift für kritische Theorie
- Zeitschrift für Soziologie
- Zeitschrift für theoretische Soziologie